# Pyrocephalus
Pyrocephalus är ett fågelsläkte i familjen tyranner inom ordningen tättingar med två arter:
- Rubintyrann (Pyrocephalus rubinus)
- Häxtyrann (Pyrocephalus nanus)